# Burdick Peak

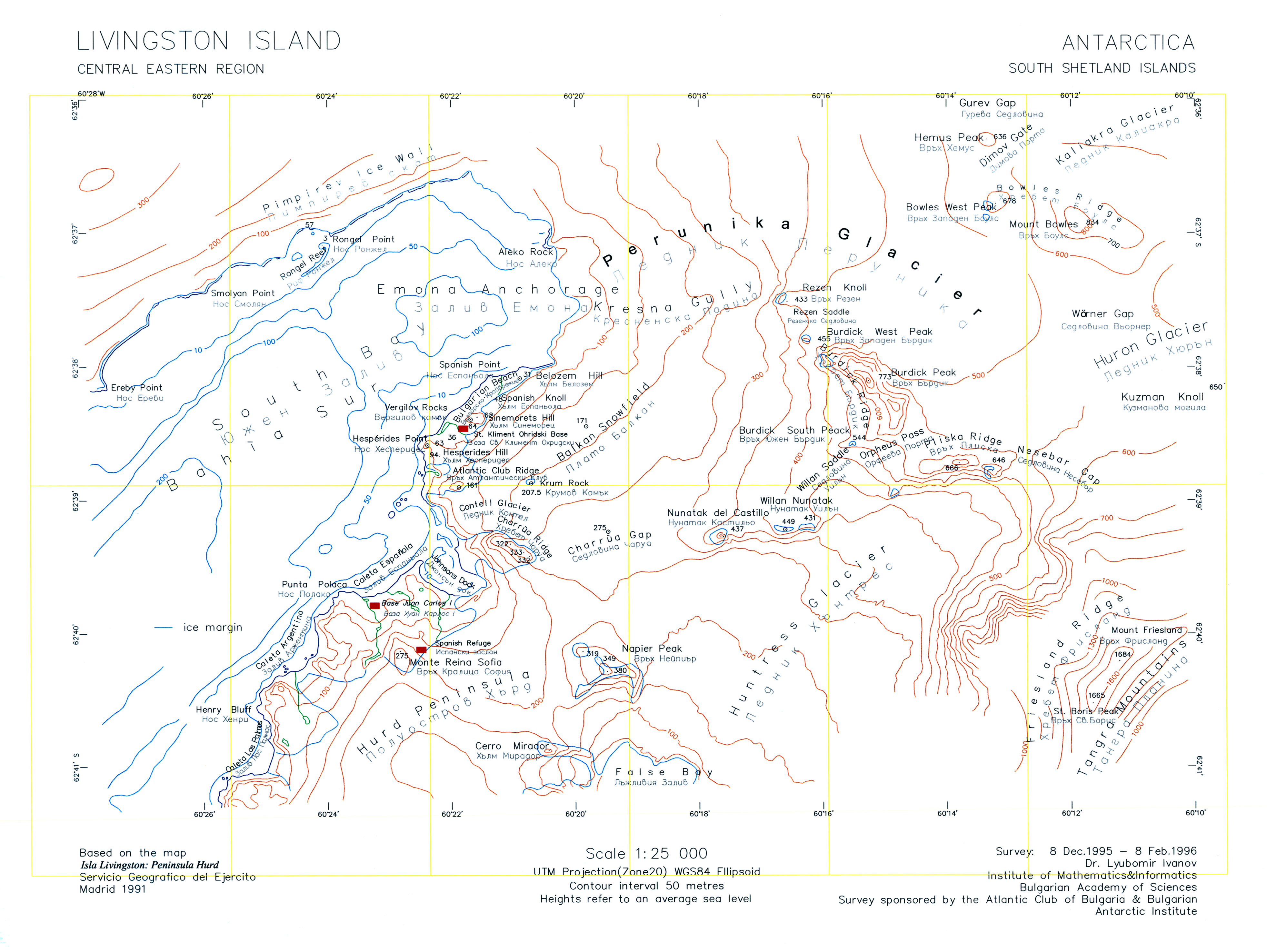
Mappa topografica del settore centro-orientale dell'Isola Livingston, con il Burdick Peak.

Il Burdick Peak con i suoi 751 m di altezza rappresenta la vetta più elevata del Burdick Ridge. È posto a sudovest del Monte Bowles, nella Penisola Hurd situata nel settore orientale dell'Isola Livingston, che fa parte delle Isole Shetland Meridionali, in Antartide. 
La denominazione è stata assegnata nel 1958 dall' UK Antarctic Place-names Committee in onore di Christopher Burdick, capitano del veliero americano Huntress of Nantucket, che visitò le Isole Shetland Meridionali nel 1820-21.

## Localizzazione
Il picco è posizionato alle coordinate 62°37′59.88″S 60°15′00″W.

## Mappe
- Isla Livingston: Península Hurd. Mapa topográfico de escala 1:25000. Madrid: Servicio Geográfico del Ejército, 1991. (Map reproduced on p. 16 of the linked work)
- L.L. Ivanov et al. Antarctica: Livingston Island and Greenwich Island, South Shetland Islands. Scale 1:100000 topographic map. Sofia: Antarctic Place-names Commission of Bulgaria, 2005.
- L.L. Ivanov. Antarctica: Livingston Island and Greenwich, Robert, Snow and Smith Islands. Scale 1:120000 topographic map.  Troyan: Manfred Wörner Foundation, 2009.  ISBN 978-954-92032-6-4
- Antarctic Digital Database (ADD). Scale 1:250000 topographic map of Antarctica. Scientific Committee on Antarctic Research (SCAR). Since 1993, regularly upgraded and updated.
- L.L. Ivanov. Antarctica: Livingston Island and Smith Island. Scale 1:100000 topographic map. Manfred Wörner Foundation, 2017. ISBN 978-619-90008-3-0